# Укан
Ука́н (рос. Укан) — село у складі Ярського району Удмуртії, Росія.
На початку 17 століття територія села була заселена удмуртами воршудо-родових груп Дурга, Салья, Санья, Таш'я. Вперше присілок Уканський згадується 1646 року. Тоді у ньому було 15 господарств. У листопаді 1744 року удмурт І.Трефілов випросив у єпископа Вятського і Великопермського Варлаама дозвіл на будівництво у присілку деревної церкви. Храм був збудований у 1748-1749 роках і освячений в ім'я Нерукотворного образа Христа. У лютому 1804 року Вятська духовна консисторія дала дозвіл на будівництво кам'яного храму. Будівництво почалось 1807 року коштами парафіян та закінчено 1811 року. У період з 1828 по 1831 роки священиком у церкві був Анісімов Іоанн, який переклав Євангелія удмуртською мовою. 2009 року церква Спаса Нерукотворного була відреставрована.
В селі є бібліотека, яка з 2004 року носить ім'я Флора Васильєва, який навчався у місцевій школі у період з 1945 по 1948 роки.

## Населення
Населення — 359 осіб (2010, 453 у 2002).
Національний склад станом на 2002 рік:
- удмурти — 51 %
- росіяни — 49 %